# يوري توما
يوري توما (بالأوكرانية: Тома Юрій Юрійович)‏ (27 أبريل 1996 في أوكرانيا - ) هو لاعب كرة قدم أوكراني في مركز الوسط. لعب مع هوفيرلا أوجهورود ‏.

## وصلات خارجية
- يوري توما على موقع اتحاد أوكرانيا (الإنجليزية)
- يوري توما على موقع قاعدة بيانات كرة القدم.إي يو (الإنجليزية)
- يوري توما على موقع Soccerway.com (الإنجليزية)
- يوري توما على موقع عالم كرة القدم.نت (الإنجليزية)